# 鲁比 (阿拉斯加州)
鲁比（英語：Ruby），是美国阿拉斯加州的一座城市。该市的人口在2000年为188人，2010年有166人。人口在阿拉斯加州排行第114。